# Ophioscolex nutrix
Ophioscolex nutrix är en ormstjärneart som beskrevs av Ole Theodor Jensen Mortensen 1936. Ophioscolex nutrix ingår i släktet Ophioscolex och familjen skinnormstjärnor. Inga underarter finns listade i Catalogue of Life.